# Делијануова
Делијануова (итал. Delianuova) је насеље у Италији у округу Ређо ди Калабрија, региону Калабрија.
Према процени из 2011. у насељу је живело 3436 становника. Насеље се налази на надморској висини од 617 м.

## Становништво
| 1951. | 1961. | 1971. | 1981. | 1991. | 2001. | 2011. |
| ----- | ----- | ----- | ----- | ----- | ----- | ----- |
| 6.287 | 5.220 | 4.125 | 3.686 | 3.718 | 3.584 | 3.436 |